# Vestreno
Vestreno est une commune italienne de la province de Lecco, dans la région Lombardie.
Depuis 2000, elle fait partie de l'Union des communes de la Valvarrone. Le 22 octobre 2017, en conjonction avec le référendum sur l'autonomie en Lombardie, elle a entamé le processus de fusion avec les communes voisines d'Introzzo et Tremenico.

## Géographie
Il s'agit du premier village en venant de Dervio, le long de la route de la vallée de la Valvarrone (it). Il est presque intégré sur les pentes de la montagne et il est en partie construit avec de vieilles maisons en pierre (et les toits couverts de "piode") en alternance avec les maisons rénovées (et les toits couverts de tuiles).

### Communes limitrophes
Dervio, Dorio, Sueglio